# 384 Burdigala
384 Burdigala este un asteroid din centura principală, descoperit pe 11 februarie 1894, de Fernand Courty.